# Erodium
Erodium é um género de plantas com flor pertencente à família Geraniaceae. Também chamada de Bico de Garça. Inclui cerca de 60 espécies originárias, na sua grande maioria, da área da bacia mediterrânica e Ásia ocidental.

## Espécies
Cerca de 60 entre as quais:
- Erodium acaule (L.) Bech. & Thell.
- Erodium aethiopicum (Lam.) Brumh. & Thell.
- Erodium botrys (Cav.) Bertol.
- Erodium chium (L.) Willd.
- Erodium ciconium (L.) L'Hér.
- Erodium cicutarium (L.) L'Hér.
- Erodium corsicum Léman
- Erodium crispum Lapeyr.
- Erodium foetidum (L.) L'Hér.
- Erodium glandulosum (Cav.) Willd.
- Erodium laciniatum (Cav.) Willd.
- Erodium lebelii Jord.
- Erodium malacoides (L.) L'Hér.
- Erodium manescavii Coss.
- Erodium maritimum (L.) L'Hér.
- Erodium moschatum (L.) L'Hér.
- Erodium mouretii Pitard.
- Erodium rodiei (Braun-Blanq.) Poirion

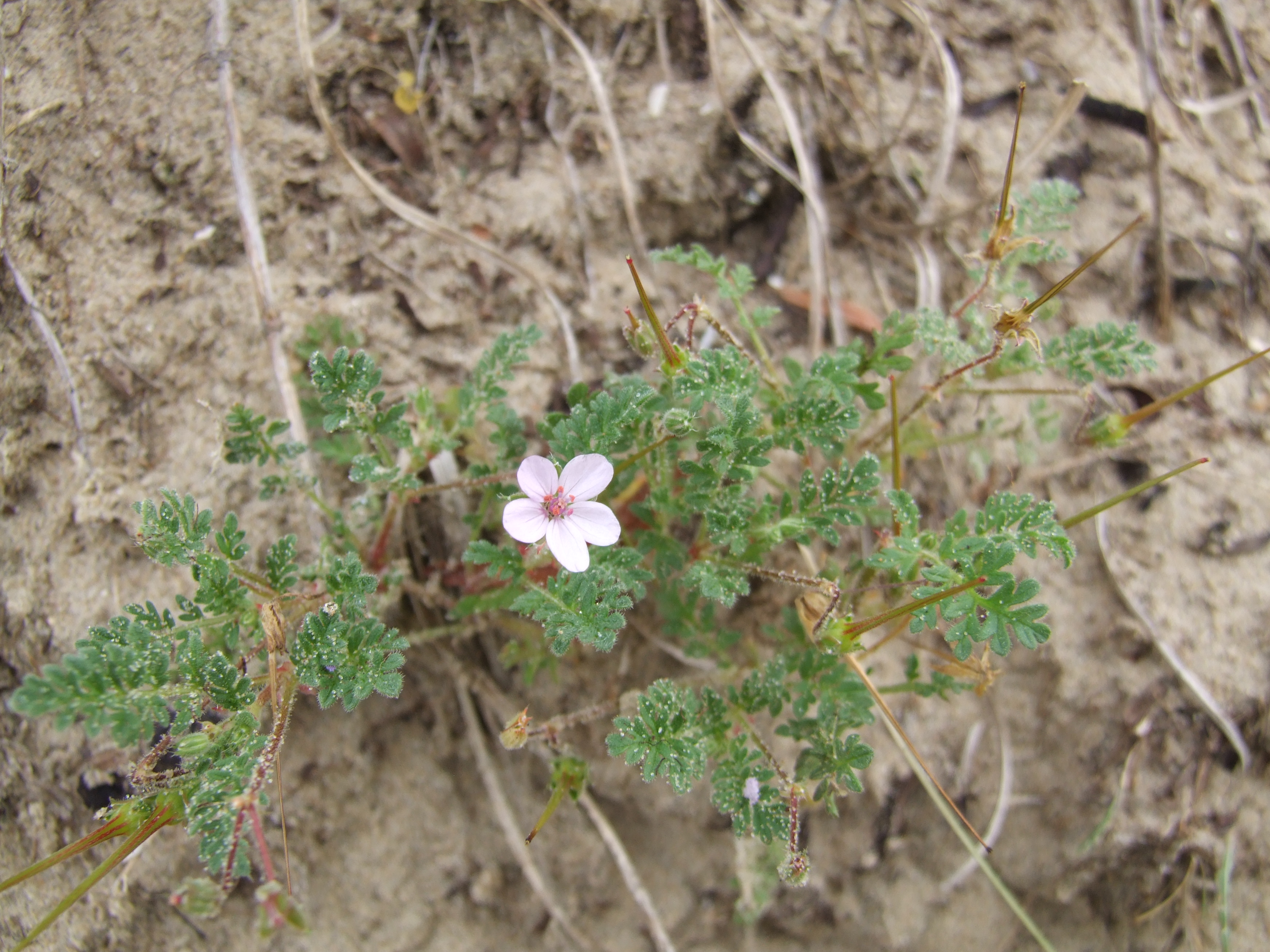
Erodium lebelii

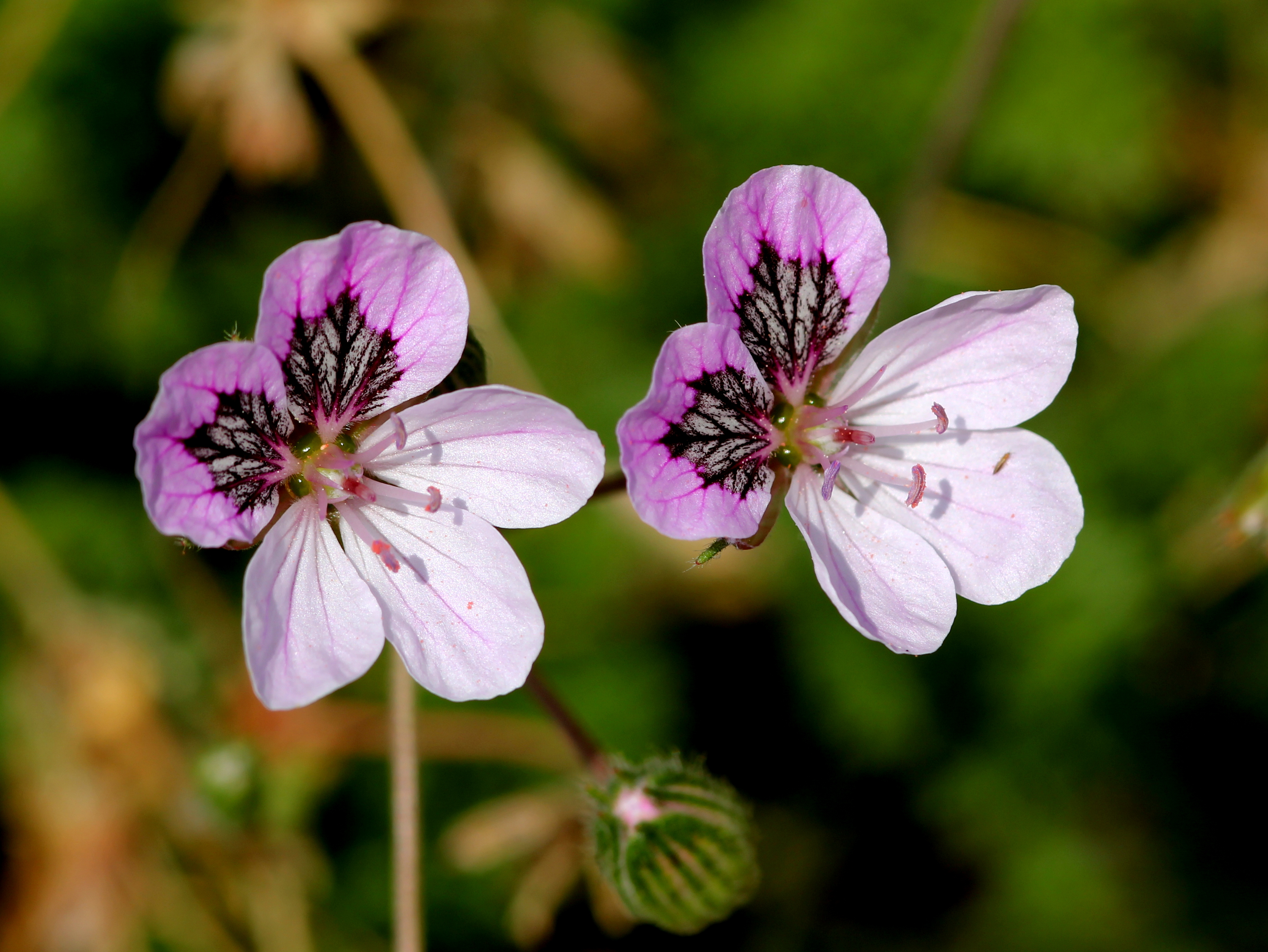
Erodium glandulosum - MHNT

- Erodium salzmannii Delile
- Erodium texanum A. Gray